# 吉竹めぐみ
𠮷竹 めぐみ（よしたけ めぐみ、1965年6月5日 - ）は、東京都出身の女性写真家。

## 経歴
東京写真専門学校報道科卒業。講談社「月刊現代」編集部を経て独立。
1987年からライフワークであるアラブ世界の撮影を開始。1995年からはシリアの遊牧の民ベドウィンを撮影し続けている。

2014年10月、17年にわたり撮影したベドウィン家族の記録を、写真集「ARAB  Bedouin of the Syrian Desert: Story of a Family」としてイタリアのSKIRA社より英語版で刊行。
社団法人日本写真家協会（JPS）会員、シリア写真家協会名誉会員、社団法人日本外国特派員協会（FCCJ）会員。

## 写真集
- 『ARAB　Bedouin of the Syrian Desert: Story of a Family（アラビア語: عرب_-_البدو_في_البادية_السورية_(كتاب)）』SKIRA。（英語版）

## 写真展
- 1995年 - 写真展「ベドウィン」をミノルタフォトスペース東京・大阪にて開催
- 2008年 - 写真展「BEDOUIN　-A Simple Life A Traditional Life A Peaceful Life」を日本外国特派員協会にて開催
- 2009年 - 写真展「遊牧の民ベドウィン -シリア沙漠に生きて-」を古代オリエント博物館にて開催。
- 2010年 - 写真展「遊牧の民ベドウィンーシリア沙漠に生きてー」を岡山市立オリエント美術館にて開催。
- 2014年 - 北京国際写真展「PHOTO BEIJING 2014」に招待作家として出品。
- 2015年
  - 写真展「ARAB　シリア沙漠のベドウィン　家族の物語」を横浜ユーラシア文化館にて開催。[2][3][4]
  - 写真展「ARAB　Bedouin of the Syrian Desert」を新宿のビア&カフェBERGにて開催。
- 2016年
  - UAE・ドバイのMONDA Gallery[5]とアーティスト契約。写真展示会「A Lifetime Journey with Syrian Bedouin Families」をドバイモール内の紀伊國屋書店にて開催。
  - 写真展「Aleppo　素晴らしき国、シリアの町」を新宿のビア&カフェBERGにて開催。
  - 写真展「ベドウィン -シリア沙漠に生きる-」を岡山市立オリエント美術館にて開催。[6]
- 2017年 - 写真展「シリア沙漠のベドウィン」を古代オリエント博物館にて開催。

- 2018年
  - 写真展「AN ARAB STORY;The S'Baa Clan of Syria 1995-2011」をアメリカ、ニューヨーク Gallery AWA[7]にて開催。[8][9][10]
  - 写真展「ARAB　Bedouin of the Syrian Desert」をイギリス セント・ジョンズ・カレッジ (オックスフォード大学) にて開催される T.E.Lawrence Society[11] シンポジウムにて開催。

- 2019年
  - 企画展「遊牧ぐらし～草原の民と砂漠の民～」を神奈川県立地球市民かながわプラザにて2019年12月14日～2020年03月22日まで開催[12]

## テレビ出演・講演会
- 2001年 - テレビ「わたしの旅物語〜沙漠の民と暮らす〜」（LaLaTV、2001年8月15日）
- 2014年
  - 講演会「シリアの大地に生きる―遊牧民、ベドウィンの暮らし」を岡山市立オリエント美術館にて開催。（2014年8月23日）[13]
  - JIM-NET[14] 10周年記念連続学習会「第2回シリアを語る」（東京都港区の浄土宗天光院 にて 2014年9月14日）[15]
- 2016年
  - テレビ「あさイチ」（NHK総合テレビ、2016年2月25日）
  - 杉並ユネスコ協会 中学生クラブ開催「英会話とシリアのお話」（2016年9月10日）[16]
  - 講演会「沙漠と文明　ベドウィンの生活と文化」を岡山市立オリエント美術館にて開催。（2016年10月22日）[17]
  - テレビ アルジャジーラ、2016年12月17日
- 2017年
  - 岡山ユニセフ協会主催「2017 ユニセフのつどい」にて講演。（岡山県立図書館にて 2017年8月5日）
  - トークショー＆ワークショップ「沙漠の砂で自由に描こう」を古代オリエント博物館にて開催。（2017年6月24日）[18]
- 2020年
  - 講演会「ARAB-シリアの遊牧民と共に暮らした日々」を神奈川県立地球市民かながわプラザ にて、2020年1月13日に開催[19]
  - 2020年3月12日　NHK総合テレビあさイチ にて、シリア難民支援活動のタリィCafe[20]とORITA[21]に関する取材放送とスタジオにて本人のゲスト出演

## インタビュー
- 𠮷竹めぐみ×小沼純一「シリアへのラブレター」- （ぼくらのマガジーン/Gene）
- ［旅する鞄、靴、時計］ 02 － 吉竹 めぐみさん（写真家）17年に渡り沙漠の民ベドウィンを撮り続けた写真家の側にあったモノたち。[22]

## 支援活動
- タリィCafe[20]

主に東京都内の会場を使って有志とボランティアによる、シリアのスイーツ、ケバブ、ファラフェルなどシリア料理の料理教室とトークイベントの組み合わせを不定期に開催している。
売り上げの全額をシリア支援のNGOに寄付している。
『タリィ』とはシリアベドゥインの言葉で『子羊』を意味する。
- ORITA [21]

2020年に服飾デザイナーである鶴丸礼子　　との共同事業として、ORITA を立ち上げる。
吉竹めぐみが撮影したシリアの写真を鶴丸礼子のデザインした服飾にプリントして、障がい者就労支援活動として日本の障がい者と共同で製作した商品をオンライン販売。
収益の中からシリア難民への生活支援として支援団体を通して寄付している。
ブランド名のORITAは、1960年代から40年余りに渡って国際研究機関であるICARDA（International Center for Agricultural Research in the Dry Areas）に所属しシリアで家畜衛生に尽力した獣医師の折田魏朗氏へ敬意を表して付けられた。